# Moro (Oregón)
Moro es una ciudad ubicada en el condado de Sherman en el estado estadounidense de Oregón. En el año 2000 tenía una población de 337 habitantes y una densidad poblacional de 271.1 personas por km².

## Geografía
Moro se encuentra ubicada en las coordenadas 45°29′6″N 120°43′56″O / 45.48500, -120.73222.

## Demografía
Según la Oficina del Censo en 2000 los ingresos medios por hogar en la localidad eran de $35,625 y los ingresos medios por familia eran $40,625. Los hombres tenían unos ingresos medios de $35,313 frente a los $15,417 para las mujeres. La renta per cápita para la localidad era de $14,887. Alrededor del 16.8% de la población estaban por debajo del umbral de pobreza.